# S-Bahn Kiel
Die S-Bahn Kiel ist ein Projekt zum Ausbau des Schienenpersonennahverkehrs auf den fünf vom Kieler Hauptbahnhof ausgehenden Bahnstrecken. Es ist im fünften Landesweiten Nahverkehrsplan (LNVP bis 2027) aufgeführt, der im November 2021 veröffentlicht wurde. Umgesetzt werden könnte das Projekt nach 2030. Es soll die geplante Stadtbahn Kiel ergänzen.

## Geschichte
Seit Mitte der 1980er Jahre wird das Angebot im Schienenverkehr in Schleswig-Holstein und der Region Kiel kontinuierlich ausgebaut, nachdem in den Jahrzehnten zuvor zahlreiche Bahnstrecken, Bahnhöfe und Haltepunkte stillgelegt worden waren. Zuletzt war 1981 sowohl der Personenverkehr von Kiel nach Schönberg eingestellt worden als auch – bis auf den Hauptbahnhof – alle weiteren noch betriebenen Bahnhöfe und Haltepunkte im Kieler Stadtgebiet geschlossen worden. Eingeleitet wurde die Wende mit dem Ausbau des schnellen Regionalverkehrs. 1986 war die Bahnstrecke Kiel–Flensburg ein bundesweites Pilotprojekt für die neue Zuggattung der Regionalschnellbahn, mit dem einerseits der Taktverkehr eingeführt wurde, andererseits zur Beschleunigung noch weitere Stationen – außerhalb der Region Kiel – geschlossen wurden. Bis 1995 war auf den vier von Kiel ausgehenden Bahnstrecken, die damals im Personenverkehr betrieben wurden, ein schneller Regionalverkehr mit Regional-Express-Zügen im Stundentakt eingerichtet, der nur wenige Halte bediente.
Während in Richtung Neumünster immer Eil- und Nahverkehrszüge parallel verkehrten, wurde auf den Strecken nach Lübeck und Flensburg ein so genanntes „Schnell-Langsam-Konzept“ schrittweise neu eingeführt. Zuerst wurde der Stundentakt des Regionalexpresses im Berufsverkehr durch einzelne Regionalbahnen mit kürzerem Laufweg bis Preetz und Eckernförde verdichtet. Im Jahr 2000 begann dann mit dem Bahnhof Suchsdorf die Wiedereröffnung stillgelegter Stationen, die ab 2007 durch Regionalbahnen im regelmäßigen Stundentakt bedient wurden. Von diesen wurden später die Linien über Preetz hinaus bis Lübeck bzw. über Neumünster hinaus bis Hamburg durchgebunden, so dass in diesen Relationen ein Halbstundentakt als „Schnell-Langsam-Konzept“ erreicht wurde. Seit 2015 wird mit der Reaktivierung von fünf Haltepunkten auch auf der Bahnstrecke nach Rendsburg ein entsprechendes Konzept mit zwei stündlichen Zügen pro Richtung angeboten. Als einzige im Personenverkehr stillgelegte Strecke wird die Verbindung nach Schönberger Strand seit 2013 schrittweise reaktiviert. Hier verkehrt die Regionalbahn im Stundentakt, ein schneller Regionalverkehr ist nicht vorgesehen.
Auf der Regionalbahn zwischen Kiel und Neumünster sollten mit dem Fahrplanwechsel 2011 die „S-Bahn-ähnlichen Elektrotriebwagen“ der Baureihe 425 eingesetzt werden. Ihr Einsatz verzögerte sich und konnte dann vor dem Betreiberwechsel der Strecke Ende 2014 nicht mehr realisiert werden. Zwischenzeitlich verfolgte die Stadt Kiel mit den umliegenden Kreisen das Projekt der StadtRegionalBahn Kiel nach dem Karlsruher Modell. Nachdem sich der Kreis Rendsburg-Eckernförde 2014 gegen eine Beteiligung an den Planungskosten ausgesprochen hatte, werden für das Stadtgebiet und für die Verknüpfung mit dem Umland getrennte Systeme weiterverfolgt: für Kiel das einer Stadtbahn, für die Region das einer S-Bahn, mit der das Angebot im Regionalbahnverkehr weiter ausgebaut werden soll.

## Konzeption

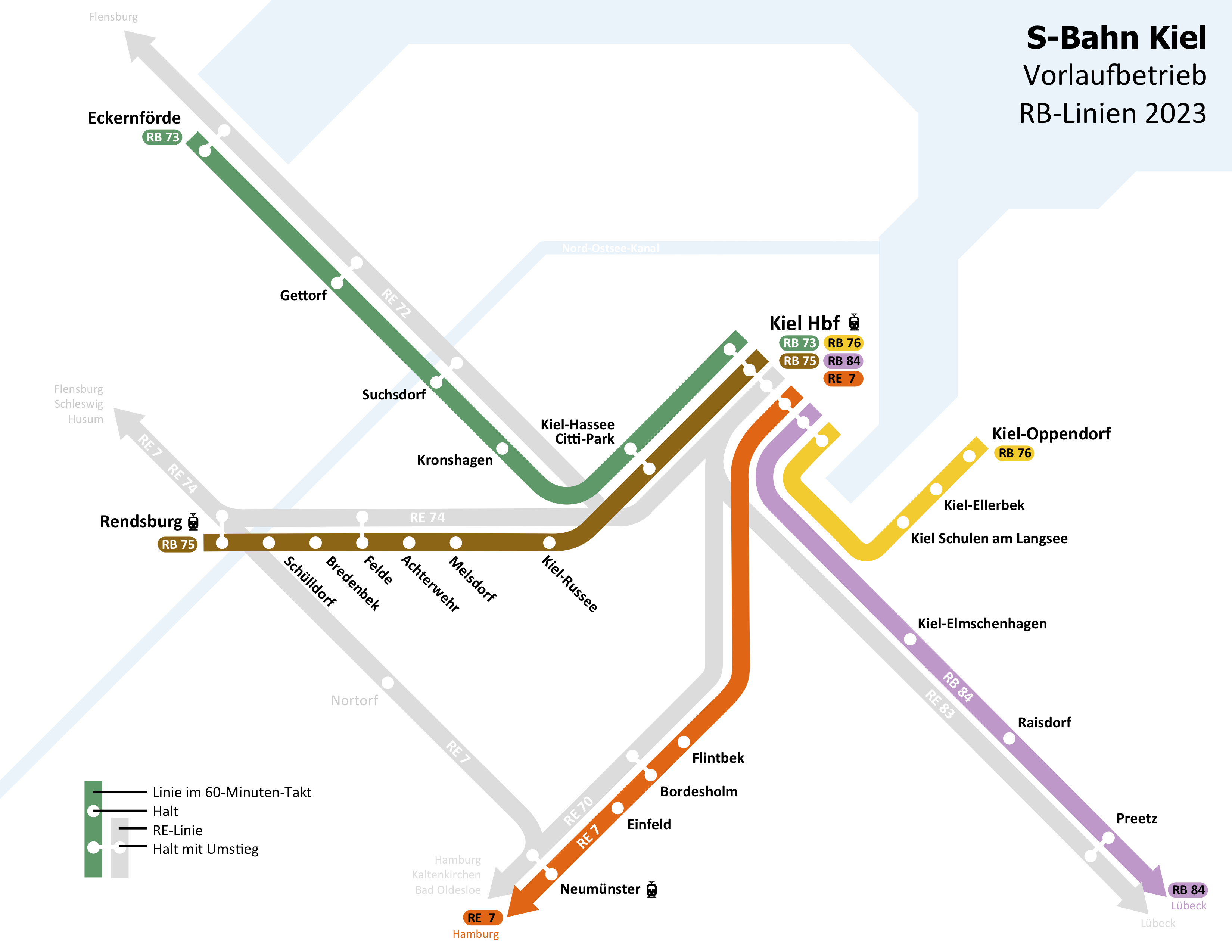
Regionalbahnlinien im Bereich des projektierten S-Bahn-Netzes (2023)

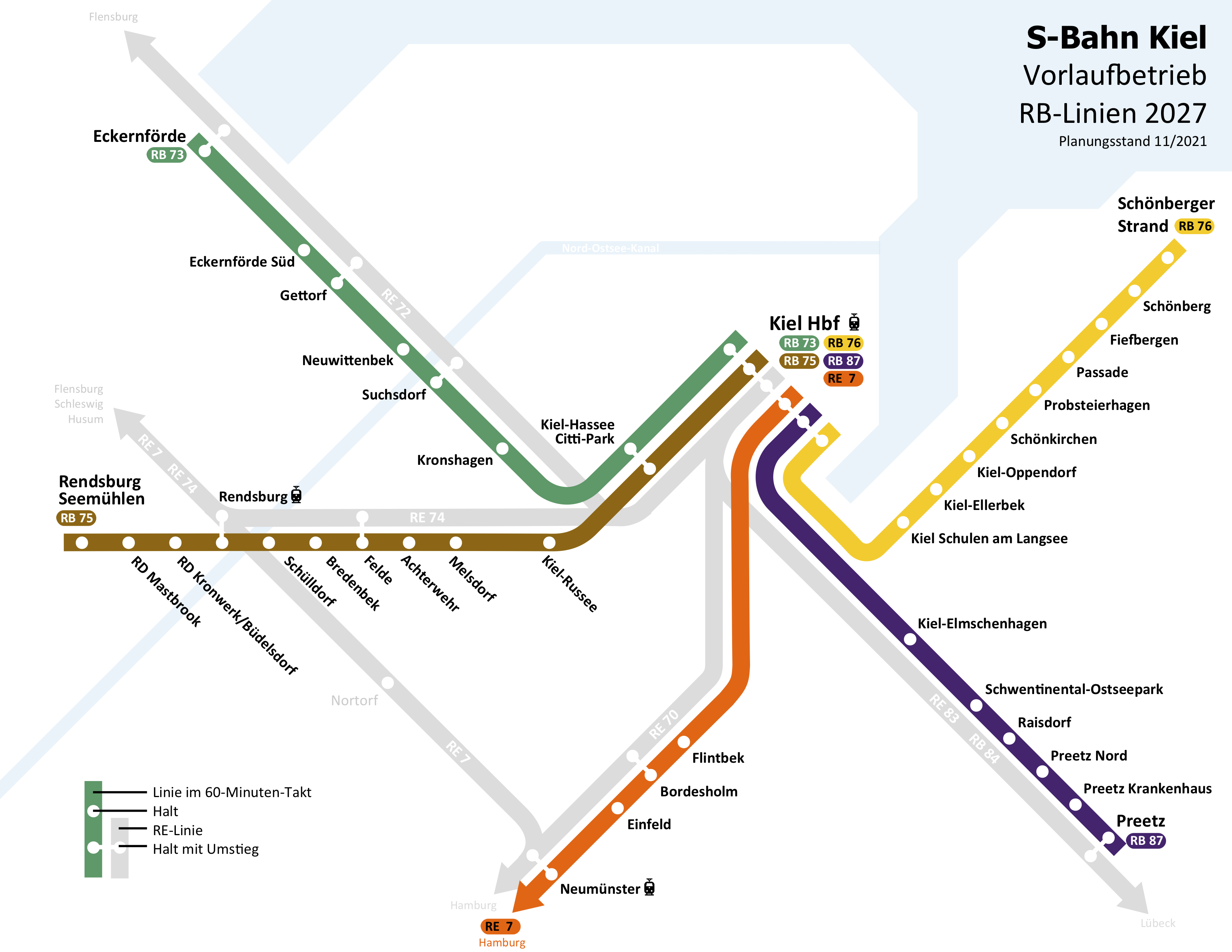
Regionalbahnlinien im Vorlaufbetrieb 2027, nach Umsetzung der Ausbaumaßnahmen des fünften Landesweiten Nahverkehrsplanes

Die S-Bahn Kiel weist in der Konzeption die typischen Merkmale eines S-Bahnsystems auf wie eine dichte Taktfolge und geringe Haltestellenabstände und ist mit fünf Linien geplant, die vom Kieler Hauptbahnhof ausgehen. Sie soll ergänzend zu den Regional-Express-Zügen auf allen Linien im Halbstundentakt verkehren und alle Stationen der Bahnstrecken bedienen. Endpunkte wären Schönberger Strand (S1), Preetz (S2), Rendsburg oder Fockbek (S3), Eckernförde (S4) und Neumünster (S5). Gegenüber 2023 würde die Anzahl der Halte durch Reaktivierungen und Neubauten mehr als verdoppelt. 16 Stationen des Zielnetzes liegen im Kieler Stadtgebiet, fünf in Eckernförde, vier in Rendsburg, drei in Preetz und Neumünster. Auch Schwentinental, Kronshagen und kleinere Gemeinden wie Gettorf würden durch mehrere Halte erschlossen.
Über diese Planungen hinausgehend kündigte der Nahverkehrsverbund Schleswig-Holstein 2024 langfristig eine Verlängerung der S-Bahn-Linie von Kiel über Neumünster hinaus bis Bad Segeberg an.
Mit welchen Triebfahrzeugen die S-Bahn Kiel betrieben wird, ist nicht ausdrücklich festgelegt. Ein Gutachten zur Optimierung des Schienenverkehrs in Schleswig-Holstein von 2021 hält die Elektrifizierung aller Strecken für notwendig, um beschleunigungsstarke Fahrzeuge einsetzen zu können, die bei geringem Abstand der Haltestellen eine hohe Durchschnittsgeschwindigkeit erreichen. Der Nahverkehrsverbund für Schleswig-Holstein setzt indessen für die Zugleistungen auf den vier nichtelektrifizierten Strecken, die von Kiel ausgehen, auf die Akkutriebzüge Stadler Flirt Akku, welche für den Regional- und S-Bahn-Verkehr konzipiert sind und seit 2023 schrittweise die Dieseltriebwagen auf den Regionalbahn- und Regionalexpresslinien ersetzen.
Das Projekt ist als Fortsetzung der laufenden Ausbauvorhaben von Bahninfrastruktur und -angebot „modular und in Stufen umsetzbar.“ Die bestehenden fünf Regionalbahnlinien werden schrittweise bis zum Standard der S-Bahn ausgebaut. Der Nahverkehrsverbund Schleswig-Holstein stellt die S-Bahn Kiel in eine Reihe ähnlicher deutscher und grenzüberschreitender S-Bahn-Netze wie der S-Bahn Schaffhausen und der Breisgau-S-Bahn oder den beiden ebenfalls im Projektstadium befindlichen Systemen der S-Bahn Münsterland und Regio-S-Bahn Regensburg.

## Umsetzung
Der LNVP bis 2027 enthält mehrere Maßnahmen, die sich im Bau oder in Planung befinden und bis Ende 2026 abgeschlossen sein sollten, die die Strecken der S-Bahn Kiel betreffen. Demnach würden zwei Abschnitte für den Personenverkehr reaktiviert, 14 neue Stationen errichtet und eine neue Regionalbahnlinie eingerichtet. Auf allen fünf Strecken würden dann Regionalbahnen im Stundentakt verkehren. Die Ausbauten an der Infrastruktur sind jedoch von teilweise mehrfachen und mehrjährigen Verzögerungen betroffen.
Der Ausbau zur S-Bahn ist für die Zeit nach 2030 vorgesehen. Es sollen 13 weitere Haltepunkte neu oder wieder eingerichtet werden. Um die Taktverdichtung zu ermöglichen, muss darüber hinaus die Schieneninfrastruktur in vielen Bereichen ausgebaut werden. Auf den eingleisigen Bahnstrecken (nur die Strecke nach Neumünster ist zweigleisig) wären zusätzliche zweigleisige Abschnitte oder Bahnhöfe für Zugkreuzungen notwendig.
Für den Ausbau wird eine Gesamtinvestition von 100 Mio. € genannt, mit einem Landesanteil von 25 Mio. € und einem Bundesanteil von 75 Mio. €. Wann das Projekt umgesetzt sein wird, ist nicht festgelegt. Im Zielfahrplan 2030 des Deutschlandtakts sind die Leistungen bereits weitgehend integriert. Im Koalitionsvertrag der Schleswig-Holsteinischen Landesregierung von 2022 ist als Ziel formuliert, die Umlandgemeinden schnellstmöglich im 30-Minuten-Takt mit den Oberzentren Kiel und Lübeck zu verbinden und damit Anreize zu schaffen, um vom Auto auf die Bahn umzusteigen.

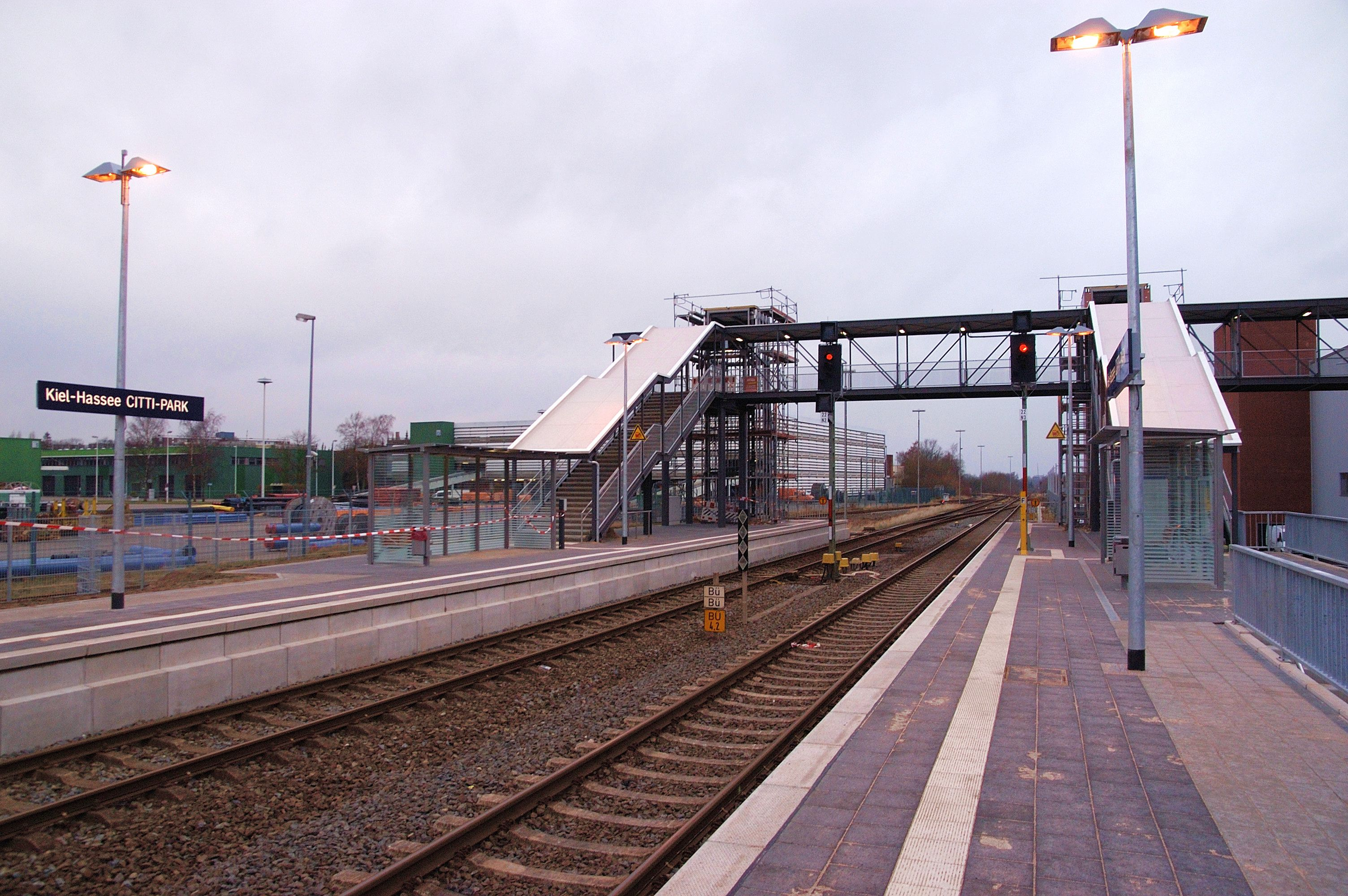
Bahnhof Kiel-Hassee, 2007 wiedereröffnet
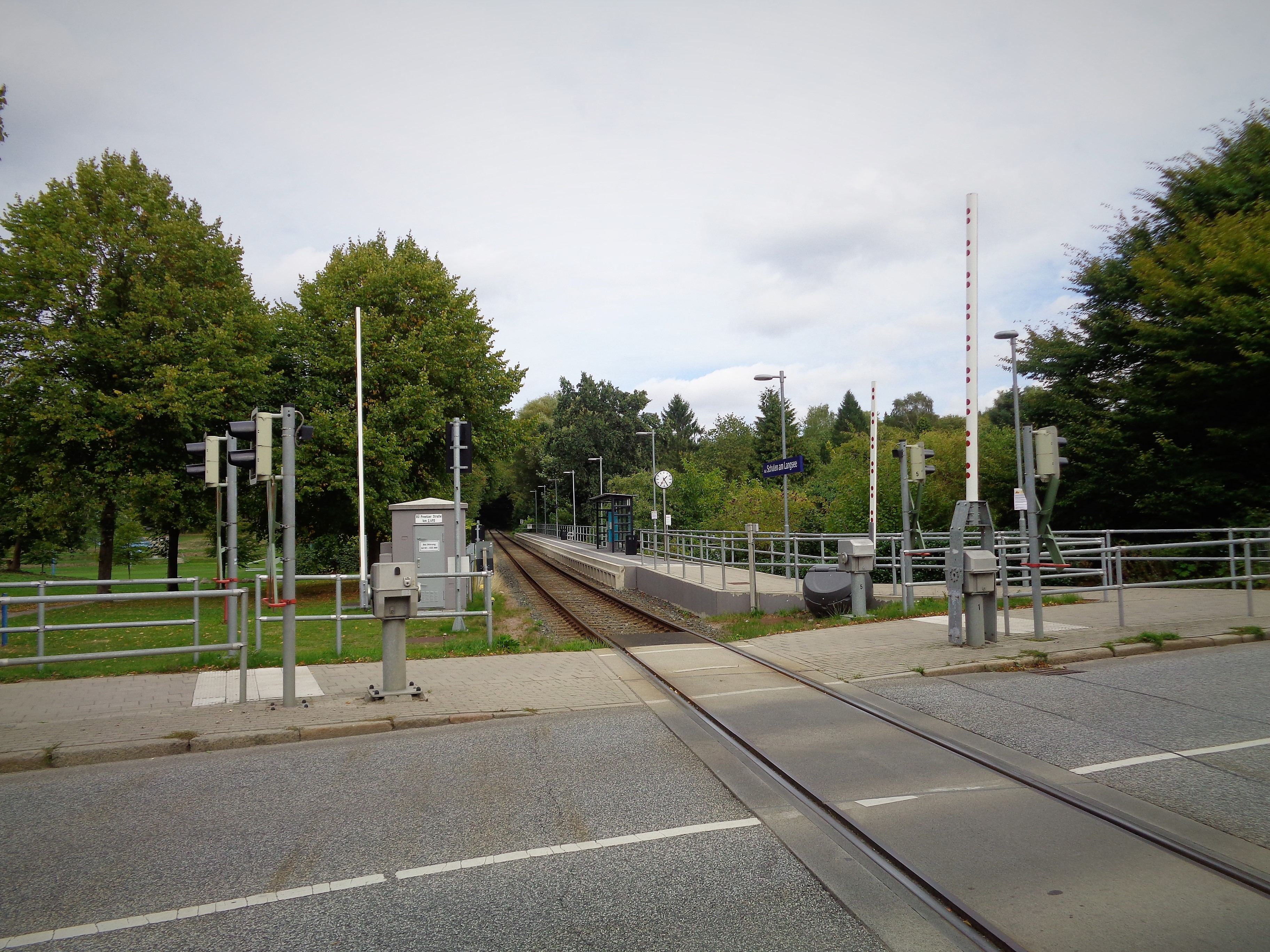
Haltepunkt Kiel Schulen am Langsee, 2013 neu gebaut
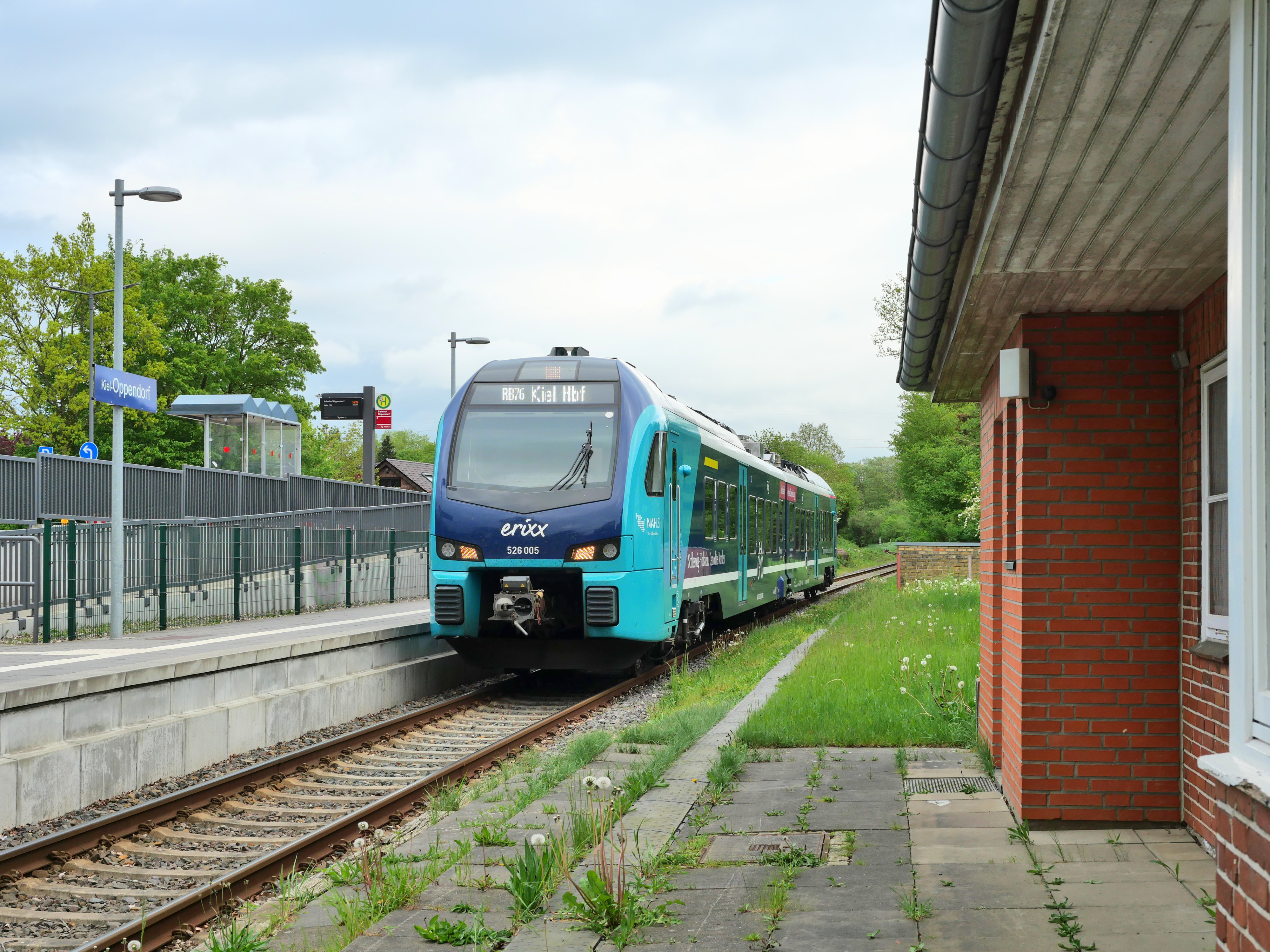
Haltepunkt Oppendorf, 2017 wiedereröffnet
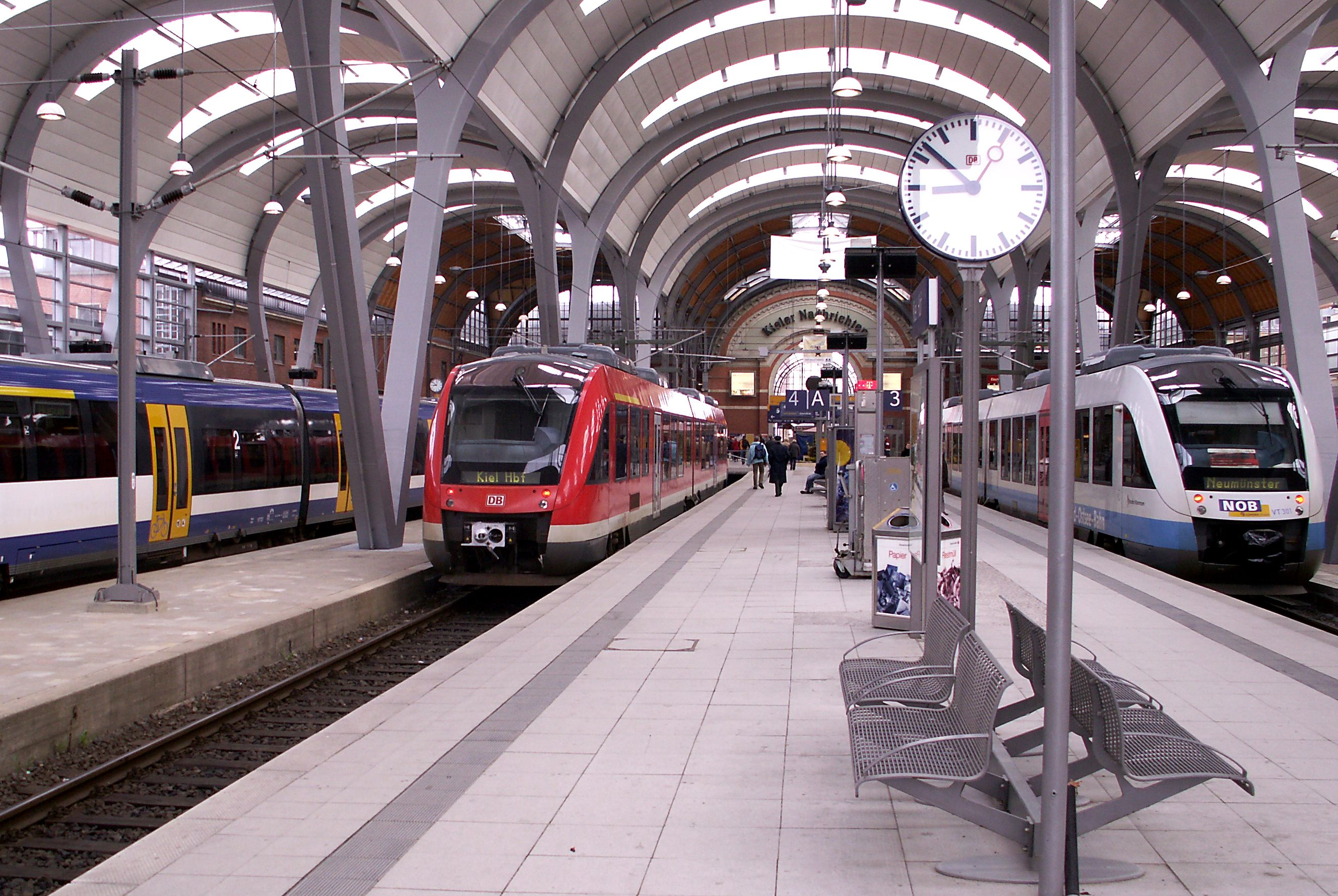
Im Kieler Hauptbahnhof laufen alle fünf S-Bahnlinien des projektierten Netzes zusammen
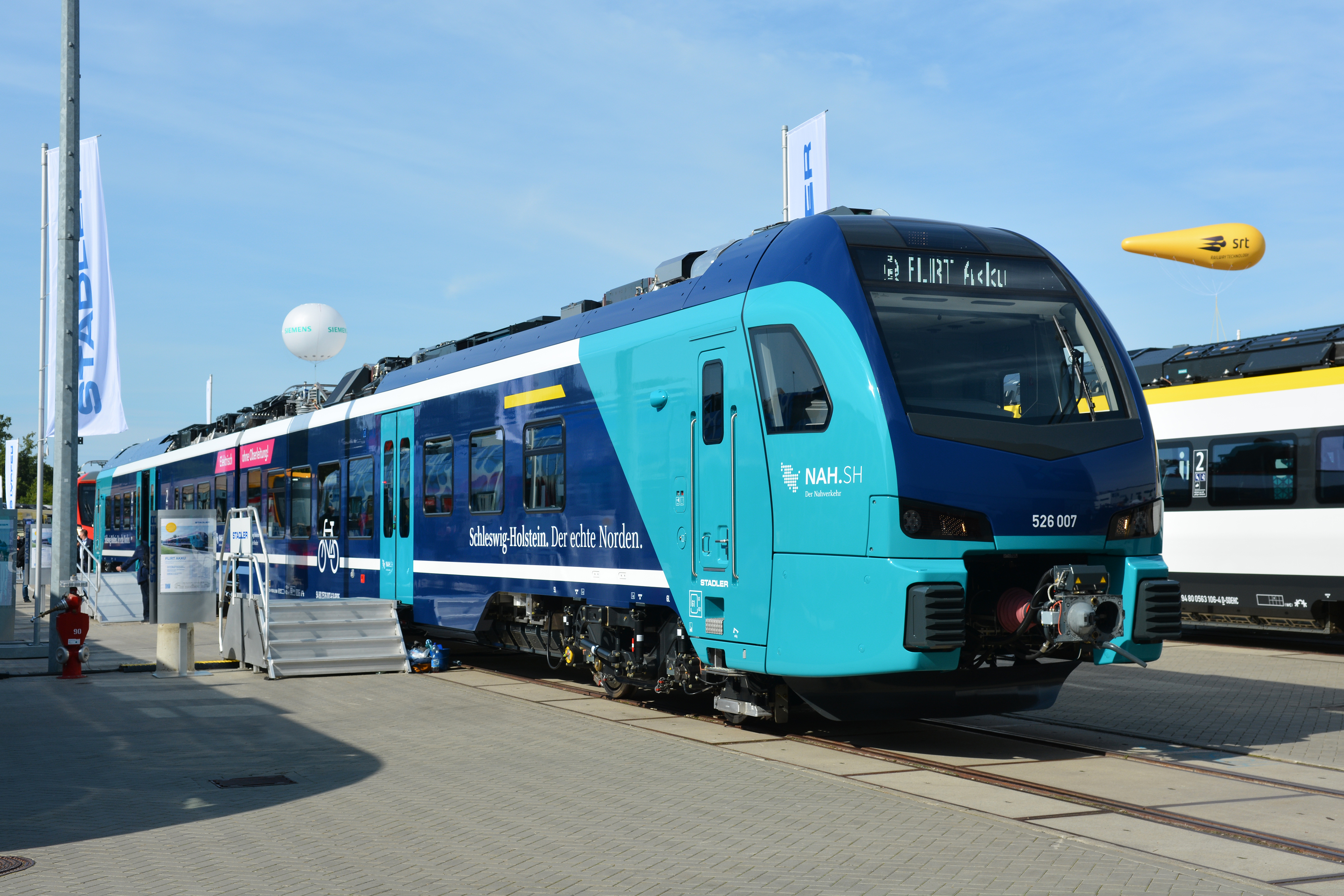
Triebwagen Stadler Flirt Akku im NAH.SH–Design, seit 2023 im Bereich der projektierten S-Bahn Kiel im Einsatz

## Linien
| S-Bahnlinie | Regionalbahnlinie | Strecke                                                                                           | Laufweg | Takt (min.) |
| ----------- | ----------------- | ------------------------------------------------------------------------------------------------- | --- | ----------- |
| S 1         | RB 76             | Bahnstrecke Kiel Süd–Schönberger Strand                                                           | Kiel Hbf – Kiel Schulen Am Langsee – Kiel-Ellerbek – Kiel-Oppendorf – Schönkirchen – Probsteierhagen – Passade – Fiefbergen – Schönberg (Holstein) – Schönberger Strand | 30          |
| S 2         | RB 87             | Bahnstrecke Kiel–Lübeck                                                                           | Kiel Hbf – Kiel Wellseedamm – Kiel-Elmschenhagen – Kiel Berchtesgadener Straße – Schwentinental-Ostseepark – Raisdorf – Preetz Nord – Preetz Krankenhaus – Preetz | 30          |
| S 3         | RB 75             | Bahnstrecke Kiel-Hassee–Osterrönfeld Bahnstrecke Neumünster–Flensburg Bahnstrecke Rendsburg–Husum | Kiel Hbf – Kiel Rondeel – Kiel Winterbeker Weg – Kiel-Hassee – Kiel-Russee – Kiel-Mettenhof – Melsdorf – Achterwehr – Felde – Bredenbek – Schülldorf – Rendsburg – Rendsburg Kronwerk/Büdelsdorf – Rendsburg-Mastbrook – Rendsburg-Seemühlen (– Fockbek)                     | 30          |
| S 4         | RB 73             | Bahnstrecke Kiel–Flensburg                                                                        | Kiel Hbf – Kiel Rondeel – Kiel Winterbeker Weg – Kiel-Hassee – Kiel Hofholzallee – Kronshagen – Kronshagen Schulzentrum – Suchsdorf – Neuwittenbek – Gettorf Süd – Gettorf – Eckernförde Süd – Eckernförde Strand – Eckernförde – Eckernförde Pferdemarkt – Eckernförde Nord | 30          |
| S 5         | RE 7              | Bahnstrecke Hamburg-Altona–Kiel (Bahnstrecke Neumünster–Bad Oldesloe)                             | Kiel Hbf – Kiel-Meimersdorf – Flintbek – Bordesholm – Einfeld – Neumünster-Tungendorf – Neumünster (– Neumünster-Süd – Rickling – Wahlstedt – Fahrenkrug – Bad Segeberg Hamburger Straße – Bad Segeberg)                                                                     | 30          |

## Strecken und Ausbaumaßnahmen

### Kiel–Schönberger Strand
Die Wiederinbetriebnahme der gesamten Strecke über Kiel–Oppendorf hinaus bis Schönberger Strand für den Personenverkehr wurde mehrfach und in der Summe um mehr als zehn Jahre verschoben. Zuletzt (Stand 2025) wurde eine vollständige Inbetriebnahme für Ende 2027 angekündigt. Hier wird dann die Linie RB 76 verkehren mit den Haltepunkten Schönkirchen, Probsteierhagen, Passade, Fiefbergen, Schönberg (Holstein) und Schönberger Strand. Zugkreuzungen auf der eingleisigen Strecke sind dann in Schönkirchen, Probsteierhagen, Fiefbergen und Schönberg möglich, so dass bereits die Infrastruktur vorhanden ist, um das Angebot auf den 30-Minuten-Takt der S-Bahn zu verdichten.

### Kiel–Preetz
Bis 2025–2026 soll die Strecke zwischen Kiel und Preetz ausgebaut werden. Die Streckengeschwindigkeit wird angehoben, in Elmschenhagen entsteht ein zusätzlicher Bahnsteig, in Preetz wird die Kapazität des Bahnhofes erhöht. Darüber hinaus werden die drei neuen Haltepunkte Schwentinental Ostseepark, Preetz Nord und Preetz Krankenhaus gebaut werden. Nach Abschluss der Arbeiten wird das Zugangebot durch eine neue Linie RB 87 erweitert, die alle Halte zwischen Kiel und Preetz bedient. Bei den dann halbstündlich verkehrenden RE-Züge nach Lübeck entfallen gleichzeitig alle Zwischenhalte bis Preetz. Für den S-Bahn-Betrieb wären nach 2030 die Abschnitte zwischen Kiel Hbf und Abzweig nach Schönberg sowie zwischen Elmschenhagen und Schwentinental-Ostseepark zweigleisig auszubauen. Zwei weitere Haltepunkte im Kieler Stadtgebiet kämen hinzu, Kiel Wellseedamm und Kiel Berchtesgadener Straße.

### Kiel–Rendsburg

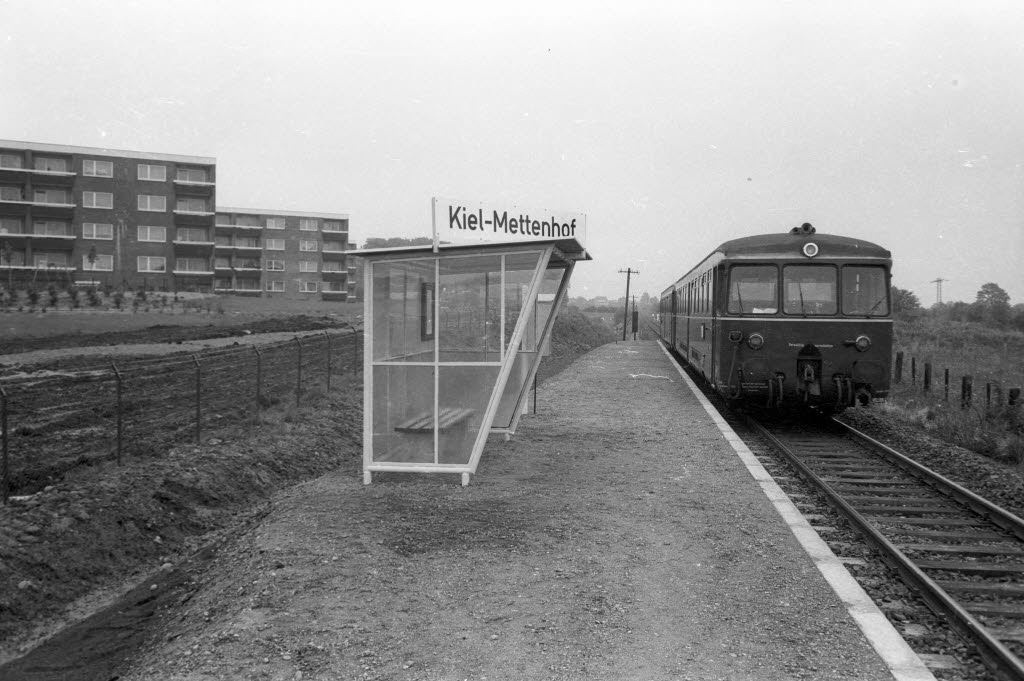
Haltepunkt Kiel–Mettenhof (1969–1977), der für den S-Bahnbetrieb nach 2030 neu gebaut werden soll

Die Strecke von Rendsburg nach Rendsburg-Seemühlen soll reaktiviert werden mit dem Zwischenhalt Rendsburg-Mastbrook, bedient durch die RB 75. Der Halt Rendsburg–Kronwerk/Büdelsdorf soll später folgen, eine Verlängerung der Strecke bis nach Fockbek wäre bei Interesse der Gemeinde zu einem späteren Zeitpunkt ebenfalls möglich. Baubeginn war 2022, die geplante Inbetriebnahme hat sich seit dem mehrfach verschoben. Die S-Bahn Kiel soll einen zusätzlichen Halt in Kiel-Mettenhof erhalten, der bereits zwischen 1969 und 1977 bestand und unweit des vorgesehenen Endhaltes der Linie der neuen Kieler Stadtbahn liegt, die in den Stadtteil führt. Zweigleisig ausgebaut werden soll der Abschnitt zwischen Ostenfeld und Kronsburg, die Bahnhöfe Schülldorf, Achterwehr und Kiel-Russee erhalten ein zweites Gleis für Zugkreuzungen.

### Kiel–Eckernförde
Der Abschnitt von Kiel Hbf bis Kiel-Hassee wurde für die Akkutriebzüge elektrifiziert, die auf den Linien Richtung Eckernförde und Rendsburg zum Einsatz kommen und in Oberleitungsbereichen aufladen müssen. Bis Ende 2026 sollten die Haltepunkte Neuwittenbek und Eckernförde Süd reaktiviert bzw. neu gebaut werden. Aufgrund von ungeklärter Finanzierung und notwendiger Anpassungen an der Leit- und Sicherungstechnik wird sich dies auf unbestimmte Zeit verschieben. Für die S-Bahn Kiel ist vorgesehen, dass acht weitere Stationen hinzukommen: Kiel Rondeel, Kiel Winterbeker Weg (beide gemeinsam bedient mit der S-Bahnlinie Richtung Rendsburg), Kiel Hofholzallee, Kronshagen Schulzentrum, Gettorf Süd, Eckernförde Strand, Eckernförde Pferdemarkt sowie Eckernförde Nord als Endhalt. Dort muss ein Wendegleis gebaut werden, die Streckenabschnitte zwischen Kiel Hbf und Kiel-Hassee sowie Neuwittenbek und Gettorf müssen zweigleisig ausgebaut, Kronshagen zum Kreuzungsbahnhof erweitert werden. Entgegen diesen Ausbauzielen ist geplant, einen Neubau der Eisenbahnbrücke in Kiel über die Alte Lübecker Chaussee nur eingleisig zu errichten. Entsprechende Einwände des Nahverkehrsverbund Schleswig-Holstein in der Plangenehmigung wurden mit der Begründung abgewiesen, dass ein nachträglicher zweigleisiger Ausbau möglich wäre.

### Kiel–Neumünster
Die Strecke ist durchgehend zweigleisig und elektrifiziert. Bedient werden alle Zwischenhalte seit 2017 durch die stündlich verkehrende RE-Linie 7, die bis Hamburg durchgebunden ist. Keine eindeutige Aussage gibt es dazu, ob und wie die neue stündlich verkehrende Linie, die das Angebot zum Halbstundentakt verdichten soll, über Neumünster hinaus weiterläuft, etwa bis Bad Segeberg oder weiter über Oldesloe bis Hamburg. Zwei neue Haltepunkte, Kiel-Meimersdorf und Neumünster-Tungendorf, sind nach 2027 vorgesehen, die Finanzierung ist noch offen.

### Neumünster–Bad Segeberg
Mit dem geplanten Ausbau der Bahnstrecke Neumünster–Bad Oldesloe soll diese durchgehend zweigleisig und elektrifiziert sein und einen neuen Haltepunkt Bad Segeberg Hamburger Straße umfassen.